# Armadale, Western Australia
Armadale är en förstad till Perth i Australien. Den ligger i kommunen Armadale och delstaten Western Australia, omkring 26 kilometer sydost om delstatshuvudstaden Perth.
Runt Armadale är det ganska tätbefolkat, med 100 invånare per kvadratkilometer.. Armadale är det största samhället i trakten. 
Runt Armadale är det i huvudsak tätbebyggt. Genomsnittlig årsnederbörd är 951 millimeter. Den regnigaste månaden är september, med i genomsnitt 168 mm nederbörd, och den torraste är februari, med 12 mm nederbörd.